# Måns Tufvesson
Måns Tufvesson, född omkring 1620 i Hasslaröd, Osby socken, död där 20 november 1713, var en svensk bonde, vapensmed och handelsman.
Måns Tufvesson var son till bonden Tufve Pedersøn och Elne Mogensdatter. Han övertog fädernegården 1651 och brukade den till 1693. Måns Tufvesson tillhörde en gammal betydande bondesläkt i Göinge och räknas som dess främste medlem. Han var en framstående jordbrukare och ägnade sig bland annat åt humleodling i stor skala. Dessutom köpte han upp humle och sålde det till Danmark och i de skånska städerna. Måns Tufvesson var även en skicklig lie- och vapensmed, vilket yrke hade gamla traditioner i släkten. Särskilt var han berömd och vida känd som bössmed. Han skall ha uppfunnit de så kallade snapphanegevären, som var ovanligt träffsäkra och snabbskjutande. Göingebössorna hade kortare pipa och mindre kaliber än andra gevär på den tiden. De bidrog i hög grad till snapphanarnas framgångar. Själv var Måns Tufvesson en avgjord motståndare till snapphanerörelsen och efter Skånes anslutning till Sverige var han en av svenskhetens främsta förkämpar i Göingebygderna.